# Jordan Henderson
Jordan Brian Henderson (Sunderland, 1990. június 17. –) angol válogatott labdarúgó, a Brentford játékosa.
Labdarúgó pályafutását 2006-ban 16 évesen kezdte szülőhelyén. Tagja volt a Sunderland junior csapatának, majd 2008-ban felkerült a felnőtt csapathoz.
Az első Premier League mérkőzését csereként, 2008. november 1-jén a Chelsea ellen játszotta, azonban fiatal kora, valamint rutintalansága miatt ebben az évben még esélye sem volt felküzdeni magát a kezdő csapatba, ezért a klubbal megegyezve a Coventry Cityhez került kölcsönbe.
A következő szezonban visszakerült a Sunderland-hez, ahol a Ligakupában, a Blackburn Rovers ellen első alkalommal mutatkozhatott be a kezdő csapatba.
A szakértők a jövő egyik nagy tehetségéről beszéltek, 2011-ben a FIFA is úgy nevezte mint "Játékos, akit figyelni kell". Sok nagy klub is érdeklődött iránta, de leginkább a Liverpool vezetőedzője Kenny Dalglish szerette volna megszerezni.
2011. június 9-én a klub hivatalos közleményt adott ki, melyben közölték, hogy Jordan Henderson a Liverpool csapatához szerződött.

## Pályafutása

### Kezdetek aSunderlandben
Pályafutását tekintve is ez egy nagyon rövid időszak volt. 2008. november 1-jén a Chelsea FC ellen bemutatkozhatott, de ezen kívül csak egy Ligakupa meccsen szerepelhetett (igaz itt már kezdőként). A téli átigazolási időszak közeledtével egyértelművé vált, hogy egy másik csapathoz fog kölcsönbe kerülni. Ez a csapat a Coventry City lett.

### Kölcsönben aCoventry City-nél
2009 januárjában megkötötte a két klub a szerződést ami egy hónapra szólt. 2009. január 31-én lépett először pályára a Derby County ellen. A kölcsönszerződés lejárta előtt, a jó teljesítménye miatt a Coventry megállapodott a Sunderlanddel Henderson további kölcsönéről. 2009. február 23-án a felek úgy döntöttek, hogy a szerződést a szezon végéig kötik meg.
Hat nappal a szerződés megkötés után meg is szerezte első gólját a csapatban a NorwichCity ellen.
Mindenki legnagyobb sajnálatára nem tudta végigjátszani a szezont lábközépcsont törés miatt. 2009. április 8-án visszatért Sunderlandbe.

### Visszatérés a Sunderlandbe

#### 2009–2010

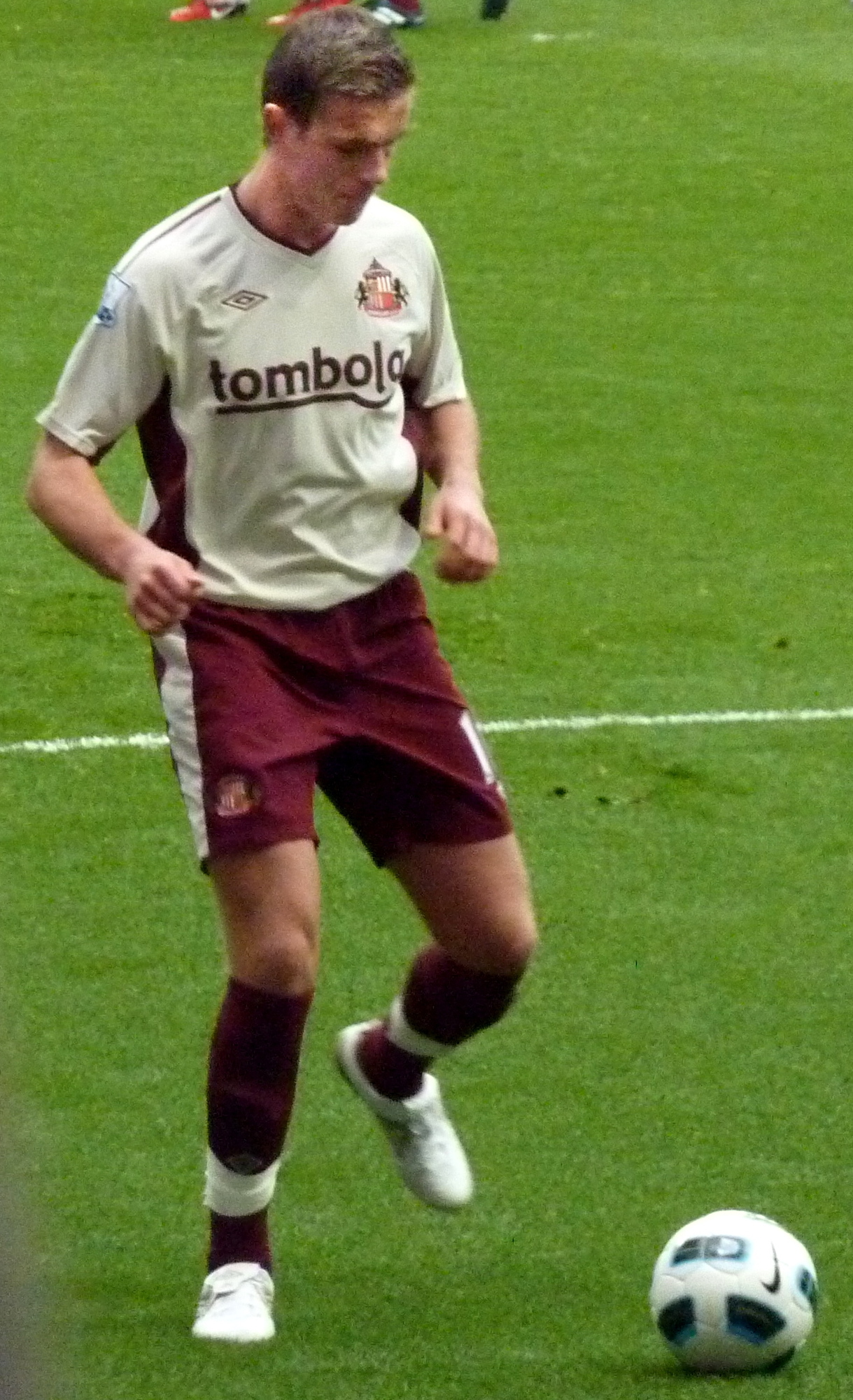
Jordan a Sunderland játékosaként 2011-ben

A 2009–2010-es szezon új lehetőségeket hozott. Sikerült bekerülnie a "nagycsapatba" és pár Premier League meccsen is játszhatott. Megszerezte első Premier League találatát a Manchester City ellen 2009. december 19-én.
Henderson a szezon nagy részében a középpálya jobb oldali részén kapott helyet, de csapattársa Lee Cattermole kihagyásai alatt középen is játszhatott. Nagyszerű teljesítménye és látványos fejlődése miatt egy új, ötéves szerződést kínáltak neki, amire ő rögtön rábólintott.
A Sunderland szurkolói megválasztották az év fiatal játékosának, 38 mérkőzésen szerepelhetett, ahol két gólt lőtt és hat gólpasszt adott. Összegezve az idényét, egyértelműen kijelenthető, hogy játéka hatalmas siker volt.

#### 2010–2011
A 2010–2011-es szezonnak már úgy vágott neki, hogy ismert volt a szurkolók számára, így voltak felé elvárások is. Szerencsére sikeresen teljesítette ezeket. A szezon elején két fontos gólt rúgott a Leicesternek és a Hoffenheimnek. A gólok mellett a játékintelligenciája és szép megoldásai vezettek el oda hogy az angol nemzeti tizenegy szövetségi kapitánya Fabio Capello is felfigyelt rá. Capello be is válogatta a 2010. november 17-én a Franciaország ellen játszó csapatba.
A FIFA is figyelemmel követte a szezon egészén keresztül és beválogatta a közé a 13 fiatal közé akik 2010–2011-ben legnagyobb reményeket táplálták. Ezek után egyenes út vezetett ahhoz, hogy a nagy angol klubok is elkezdjenek utána érdeklődni.

### Liverpool FC

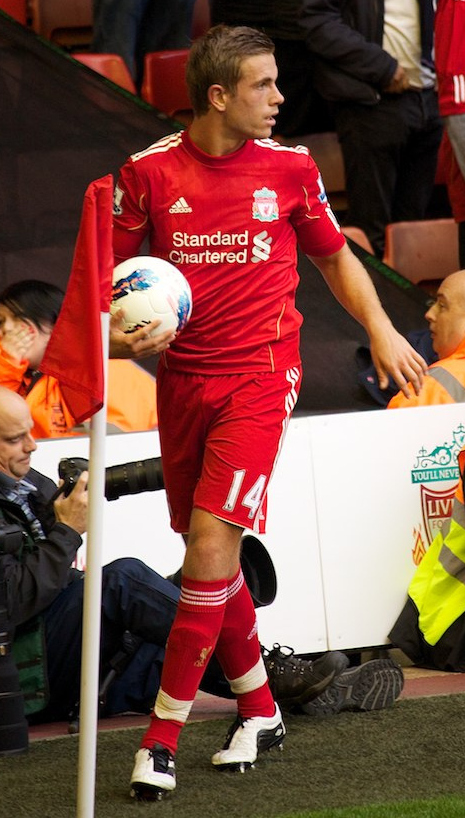
A Liverpool játékosaként 2011-ben

A 2011-es átigazolási időszak kezdetével már sok klub nevét lehetett hallani, akik erőteljesen érdeklődtek Henderson iránt. A Manchester City, a Manchester United és az Arsenal FC mellett a Liverpool FC tűnt a legkomolyabb kérőnek. 2011. június 8-án a Sunderland és a Liverpool megegyezett egymással Jordan Henderson leigazolásáról, majd egy nappal később, miután túlesett az összes orvosi vizsgálaton, már egy hosszútávú szerződést tarthatott a kezében az ifjonc.
A 14-es mezszámot kapta a vörösöknél

#### 2011–2012
2011. augusztus 13-án debütált Henderson a Liverpoolban. Ez a szezon első meccse volt és pont egykori klubja, a Sunderland ellen. A mérkőzés során vegyes fogadtatást kapott régi csapata szurkolói részéről. A második meccse az Arsenal  ellen 2-0-ra megnyert mérkőzés volt az Emiratesben. Augusztus 27-én szerezte meg első gólját a csapatban, egy Premier League mérkőzésen, a Bolton Wanderers ellen, az Anfielden. Február 26-án kezdőként lépett pályára a Ligakupa döntőjében, Cardiff City ellen. A büntetőpárbajban megnyert meccsen a kezdő sípszótól számítva 58 percet töltött pályán, több mint 89000 néző előtt. A szezon többi részében is, amikor bizalmat kapott, mindig próbált bizonyítani Kenny Dalglishnak. Erre jó példa a Chelsea ellen 4-1-re megnyert meccsen lőtt gólja is.
Összesen 48 meccsen 3496 percet töltött a pályán.

### El-Áttifák
2023. július 27-én a szaúd-arábiai el-Áttifák bejelentette a játékos szerződtetését. Augusztus 14-én mutatkozott be az en-Naszr elleni bajnoki mérkőzésen. 2024. január 18-én közös megegyezéssel felbontotta szerződését a klubbal.

### Ajax
2024. január 18-án 2026. június 30-ig szóló szerződést írt alá a holland Ajax csapatával.

### Brentford
2025. július 15-én visszatért a Premier League-be, miután két évre aáírt a Brentfordhoz.

### A válogatottban
Henderson 2009-ben már bemutatkozhatott az U19-es és az U20-as angol válogatottban is, ahol két meccsen négy gólt rúgott. Ezek után felkerült az U21-es csapatba.
Jordan az U21-es válogatottsága alatt már bemutatkozhatott a felnőtt válogatottban is. Fabio Capello bizalmat szavazott neki a Franciaország elleni 2010.november 17-i meccsre. Együtt játszhatott a középpályán leendő csapattársával, a Liverpool FC csapatkapitányával,  Steven Gerrarddal
Nem meglepő, hogy Stuart Pearce újra behívta az U21-es válogatottba, amely részt vehetett a 2011-es U21-es Európa-bajnokságon.

#### 2011-es U21-es Európa-bajnokság
A Dániában zajló U21-es Eb-n Anglia sikeresen vette az akadályokat. A csoportmérkőzéseket Henderson már Liverpooli színekben kezdhette meg. Az első meccsen kezdőként léphetett pályára az 1-1-gyel végződő Spanyolország elleni meccsen. Ez az eredmény nem mondható rossznak a későbbi Európa-bajnokkal szemben, de ezen a döntetlenül kívül csak egy vereséget és egy másik döntetlent sikerült összehoznia az angoloknak.Ezzel a csapat kiesett a csoportkörben.

## Statisztika

### Klubcsapatbeli statisztikái
2023. december 28-i állapotnak megfelelően.
| Klub                    | Szezon           | Bajnokság | Bajnokság | FA Kupa | FA Kupa | Ligakupa | Ligakupa | Európa | Európa | Egyéb | Egyéb | Összesen | Összesen |
| Klub                    | Szezon           | Mérk      | Gól       | Mérk    | Gól     | Mérk     | Gól      | Mérk   | Gól    | Mérk  | Gól   | Mérk     | Gól      |
| ----------------------- | ---------------- | --------- | --------- | ------- | ------- | -------- | -------- | ------ | ------ | ----- | ----- | -------- | -------- |
| Sunderland              | 2007–08          | 0         | 0         | 0       | 0       | 0        | 0        | —      | —      | —     | —     | 0        | 0        |
| Sunderland              | 2008–09          | 1         | 0         | 0       | 0       | 1        | 0        | —      | —      | —     | —     | 2        | 0        |
| Sunderland              | 2009–10          | 33        | 1         | 2       | 0       | 3        | 1        | —      | —      | —     | —     | 38       | 2        |
| Sunderland              | 2010–11          | 37        | 3         | 1       | 0       | 1        | 0        | —      | —      | —     | —     | 39       | 3        |
| Sunderland              | Összesen         | 71        | 4         | 3       | 0       | 5        | 1        | 0      | 0      | 0     | 0     | 79       | 5        |
| Coventry City (kölcsön) | 2008–09          | 10        | 1         | 3       | 0       | 0        | 0        | —      | —      | —     | —     | 13       | 1        |
| Coventry City (kölcsön) | Összesen         | 10        | 1         | 3       | 0       | 0        | 0        | 0      | 0      | 0     | 0     | 13       | 1        |
| Liverpool               | 2011–12          | 37        | 2         | 5       | 0       | 6        | 0        | —      | —      | —     | —     | 48       | 2        |
| Liverpool               | 2012–13          | 27        | 5         | 2       | 0       | 2        | 0        | 10     | 1      | —     | —     | 41       | 6        |
| Liverpool               | 2013–14          | 35        | 4         | 3       | 0       | 2        | 1        | —      | —      | —     | —     | 40       | 5        |
| Liverpool               | 2014–15          | 37        | 6         | 7       | 0       | 4        | 0        | 6      | 1      | —     | —     | 54       | 7        |
| Liverpool               | 2015–16          | 17        | 2         | 0       | 0       | 3        | 0        | 6      | 0      | —     | —     | 26       | 2        |
| Liverpool               | 2016–17          | 24        | 1         | 0       | 0       | 3        | 0        | —      | —      | —     | —     | 27       | 1        |
| Liverpool               | 2017–18          | 27        | 1         | 1       | 0       | 1        | 0        | 12     | 0      | —     | —     | 41       | 1        |
| Liverpool               | 2018–19          | 32        | 1         | 0       | 0       | 1        | 0        | 11     | 0      | —     | —     | 44       | 1        |
| Liverpool               | 2019–20          | 30        | 4         | 0       | 0       | 0        | 0        | 6      | 0      | 4     | 0     | 40       | 4        |
| Liverpool               | 2020–21          | 21        | 1         | 1       | 0       | 0        | 0        | 6      | 0      | —     | —     | 28       | 1        |
| Liverpool               | 2021–22          | 35        | 2         | 5       | 0       | 5        | 0        | 12     | 1      | —     | —     | 57       | 3        |
| Liverpool               | 2022–23          | 35        | 0         | 2       | 0       | 1        | 0        | 4      | 0      | 1     | 0     | 43       | 0        |
| Liverpool               | Összesen         | 360       | 29        | 26      | 0       | 28       | 1        | 73     | 3      | 5     | 0     | 492      | 33       |
| el-Áttifák              | 2023–24          | 17        | 0         | 2       | 0       | —        | —        | —      | —      | —     | —     | 19       | 0        |
| el-Áttifák              | Összesen         | 17        | 0         | 2       | 0       | 0        | 0        | 0      | 0      | 0     | 0     | 19       | 0        |
| Ajax                    | 2023–24          | 0         | 0         | —       | —       | —        | —        | 0      | 0      | —     | —     | 0        | 0        |
| Ajax                    | Összesen         | 0         | 0         | 0       | 0       | 0        | 0        | 0      | 0      | 0     | 0     | 0        | 0        |
| Karrier összesen        | Karrier összesen | 458       | 34        | 34      | 0       | 33       | 2        | 73     | 3      | 5     | 0     | 603      | 39       |

### Válogatottbeli statisztikái
| Év        | Mérkőzések | Gólok |
| --------- | ---------- | ----- |
| 2010      | 1          | 0     |
| 2012      | 4          | 0     |
| 2013      | 2          | 0     |
| 2014      | 11         | 0     |
| 2015      | 4          | 0     |
| 2016      | 10         | 0     |
| 2017      | 4          | 0     |
| 2018      | 12         | 0     |
| 2019      | 7          | 0     |
| 2020      | 3          | 0     |
| 2021      | 10         | 2     |
| 2022      | 6          | 1     |
| 2023      | 7          | 0     |
| Összesen: | 81         | 3     |

## Sikerei, díjai

### Klubcsapatokkal
- Liverpool:
  - Angol bajnok: 2019-20
  - Angol kupa: 2021–22
  - Angol ligakupa: 2011–12, 2021–22
  - Bajnokok-ligája: 2018–19
  - UEFA-szuperkupa: 2019
  - FIFA-klubvilágbajnokság: 2019

### Egyéni
- Az év legjobb játékosa Angliában (Liverpool): 2019-20[31]
- Az év U21-es labdarúgója Angliában (Liverpool): 2012
- Az év fiatal labdarúgója (Liverpool): 2011-12
- Az év fiatal labdarúgója (Sunderland) (2): 2009-10, 2010-11
- FWA Az év labdarúgója: 2019–20
- Futballszurkolók Szövetsége – Az év játékosa: 2019